# Jana Pechanová
Jana Pechanová (República Checa, 3 de marzo de 1981) es una nadadora checa retirada especializada en pruebas de larga distancia en aguas abiertas, donde consiguió ser subcampeona mundial en 2003 en los 5 km en aguas abiertas.

## Carrera deportiva
En el Campeonato Mundial de Natación de 2003 celebrado en Barcelona (España), ganó la medalla de  en los 5 km en aguas abiertas, con un tiempo de 57:03 segundos, tras la italiana Viola Valli (oro con 57:01 segundos) y por delante de la alemana Britta Kamrau  (bronce con 59:06 segundos).